# Habenaria lavrensis
Habenaria lavrensis är en orkidéart som beskrevs av Frederico Carlos Hoehne. Habenaria lavrensis ingår i släktet Habenaria och familjen orkidéer. Inga underarter finns listade i Catalogue of Life.